# Chłopaki z baraków
Chłopaki z baraków (ang. Trailer Park Boys) – kanadyjski serial mockumentalny, stworzony przez Mike’a Clattenburga. Premiera pierwszego odcinka miała miejsce 22 kwietnia 2001 w kanadyjskiej stacji Showcase, gdzie do 10 czerwca 2007 wyemitowano pierwsze siedem sezonów oraz odcinek specjalny Say Goodnight to the Bad Guys 12 grudnia 2008. Od roku 2013 tworzony jest przez odtwórców trzech głównych ról we współpracy z platformą Netflix, która wyemitowała kolejne pięć sezonów. Na bazie serialu powstały trzy filmy fabularne oraz dwusezonowy serial animowany. 1 stycznia 2021 odbyła się premiera kolejnego sezonu serialu zatytułowanego Trailer Park Boys: Jail.
Show okazał się wielkim sukcesem. Poza Kanadą emitowano go m.in. w Hiszpanii, Irlandii, Australii, Nowej Zelandii, Holandii, Danii, Izraelu, Portugalii czy Niemczech. W Polsce premierowa emisja odbyła się w roku 2007 na kanale Comedy Central Polska, który wyemitował siedem pierwszych sezonów w wersji z lektorem Rafałem Walentowiczem. Na platformie Netflix dostępne są po polsku wszystkie odcinki włącznie z powstałymi od 2007, jednak wyłącznie w wersji z napisami.
Oprócz wersji serialowej, powstały również dwa sezony animowanej wersji przygód Ricky’ego, Juliana i Bubblesa. Podobnie jak wersję oryginalną, zobaczyć można je na platformie Netflix. W odróżnieniu od aktorskich Chłopaków z baraków głosy bohaterów w kreskówce są dubbingowane.

## Fabuła
Głównymi bohaterami serialu są trzej przyjaciele zamieszkujący fikcyjne osiedle barakowozów Sunnyvale w Nowej Szkocji – narwany i niezbyt inteligentny Ricky, pomysłowy i nierozstający się z drinkami Julian oraz wrażliwy i rozważny Bubbles noszący charakterystyczne okulary. Celem bohaterów jest szybkie wzbogacenie się, najczęściej metodami nielegalnymi takimi jak uprawa i handel marihuaną czy kradzieże drogich przedmiotów. Z tego powodu stale znajdują się oni na celowniku Jima Laheya – uzależnionego od alkoholu strażnika osiedla, oraz jego partnera Randy’ego, byłej męskiej prostytutki. Życie oraz poczynania tytułowych chłopaków i innych mieszkańców Sunnyvale dokumentuje ekipa filmowa zatrudniona przez Juliana. Większość sezonów kończy się powrotem bohaterów (najczęściej Rickiego i Juliana) za kratki, a zaczyna ich wyjściem z więzienia.

## Spis odcinków

### Seria pierwsza (2001)
| Odcinki | Odcinki | Tytuł angielski                                                 | Tytuł polski (Comedy Central)                                | Tytuł polski (Netflix)                         |
| ------- | ------- | --------------------------------------------------------------- | ------------------------------------------------------------ | ---------------------------------------------- |
| 1       | 1       | Take Your Little Gun and Get Out of My Trailer Park             | Schowaj ten pistolecik i jazda z dzielnicy                   | Wynoś się z mojego osiedla                     |
| 2       | 2       | Fuck Community College, Let’s Get Drunk and Eat Chicken Fingers | Olej szkołę, nawalimy się i wciągniemy paluszki z kurczaka   | Pierdol college, napijemy się i zjemy kurczaka |
| 3       | 3       | Mr. Lahey’s Got My Porno Tape!                                  | Lahey ma moją kasetę porno                                   | Lahey ma moją kasetę porno                     |
| 4       | 4       | Mrs. Peterson’s Dog Gets Fucked Up                              | Pies pani Peterson się naćpał                                | Pies pani Peterson jest pojebany               |
| 5       | 5       | I’m Not Gay, I Love Lucy... Wait a Second, Maybe I am Gay       | Nie jestem gejem, kocham Lucy... Zaraz, a może jestem gejem. | Nie jestem gejem, kocham Lucy                  |
| 6       | 6       | Who the Hell Invited These Idiots to My Wedding?                | Kto do cholery zaprosił tych palantów na mój ślub?           | Kto zaprosił na wesele tych kretynów?          |

### Seria druga (2002)
| Odcinki | Odcinki | Tytuł angielski                                      | Tytuł polski (Comedy Central)                   | Tytuł polski (Netflix)                   |
| ------- | ------- | ---------------------------------------------------- | ----------------------------------------------- | ---------------------------------------- |
| 7       | 1       | What in the Fuck Happened to Our Trailer Park?       | O w mordę! Co się stało z moją dzielnicą?       | Co się, kurwa, stało z naszym osiedlem?  |
| 8       | 2       | Jim Lahey Is a Drunk Bastard                         | Jim Lahey to pijak i świnia                     | Jim Lahey to pijany sukinsyn             |
| 9       | 3       | I’ve Met Cats and Dogs Smarter Than Trevor and Cory! | Psy i koty bywają mądrzejsze niż Cory i Trevor! | Trevor i Cory są głupsi od psa albo kota |
| 10      | 4       | A Dope Trailer Is No Place for a Kitty               | Buda z grassem to nie miejsce dla Kici!         | Hodowla zioła to nie miejsce dla kici    |
| 11      | 5       | The Bible Pimp                                       | Frajer z biblią                                 | Gościu od Biblii                         |
| 12      | 6       | Never Trust a Man with No Shirt On                   | Nigdy nie ufaj facetowi bez koszulki            | Nigdy nie ufaj gościowi bez koszulki     |
| 13      | 7       | The Bare Pimp Project                                | Jurny wiedźmin                                  | Projekt Alfons                           |

### Seria trzecia (2003)
| Odcinki | Odcinki | Tytuł angielski                                    | Tytuł polski (Comedy Central)                 | Tytuł polski (Netflix)                          |
| ------- | ------- | -------------------------------------------------- | --------------------------------------------- | ----------------------------------------------- |
| 14      | 1       | The Kiss of Freedom                                | Pocałunek wolności                            | Smak wolności                                   |
| 15      | 2       | Temporary Relief Assistant Trailer Park Supervisor | Czasowy zastępca asystenta strażnika parkingu | Tymczasowy asystent nadzorcy osiedla            |
| 16      | 3       | If I Can’t Smoke And Swear I’m Fucked              | Jak mi nie dacie palić i klnąć mam przesrane  | Jeśli nie palę i nie przeklinam, mam przejebane |
| 17      | 4       | Who’s the Microphone Assassin?                     | Kto jest przekrólem mikrofonu?                | Kto jest zabójcą mikrofonów?                    |
| 18      | 5       | Closer to the Heart                                | Najbliżsi sercu                               | Bliżej serca                                    |
| 19      | 6       | Where in the Fuck is Randy’s Barbecue?             | Gdzie jest do cholery grill Randy’ego?        | Gdzie, do kurwy nędzy, jest grill Randy’ego?    |
| 20      | 7       | The Delusions of Officer Jim Lahey                 | Złudzenia oficera Jima Laheya                 | Urojenia funkcjonariusza Jima Laheya            |
| 21      | 8       | A Shit Leopard Can’t Change Its Spots              | Lampart nigdy się nie pozbędzie cętek z gówna | Ricky nigdy się nie zmieni                      |

### Seria czwarta (2004)
| Odcinki | Odcinki | Tytuł angielski                                 | Tytuł polski (Comedy Central)          | Tytuł polski (Netflix)              |
| ------- | ------- | ----------------------------------------------- | -------------------------------------- | ----------------------------------- |
| 22      | 1       | Never Cry Shitwolf                              | Nie wołaj wilk, jak gówno masz         | Nie wywołuj wilka z gówiennego lasu |
| 23      | 2       | A Man’s Gotta Eat                               | Człowiek musi jeść                     | Coś trzeba jeść                     |
| 24      | 3       | Rub ‘n Tiz’zug                                  | Smarowanko i bzykanko                  | Masaż z finiszem                    |
| 25      | 4       | The Green Bastard                               | Zielony skurwiel                       | Ricky „Green Bastard”               |
| 26      | 5       | Conky                                           | Conky                                  | Conky                               |
| 27      | 6       | If You Love Something, Set It Free              | Jeśli coś kochasz, pozwól mu odejść    | Jeśli coś kochasz, daj temu odejść  |
| 28      | 7       | Propane, Propane                                | Propan – butan                         | Propan, propan                      |
| 29      | 8       | Working Man                                     | Murzyn zgina kark                      | Pracujący człowiek                  |
| 30      | 9       | X Mas Special Dear Santa Claus Go Fuck Yourself | Drogi święty Mikołaju, wal się na cyce | Drogi Mikołaju, wal się             |

### Seria piąta (2005)
| Odcinki | Odcinki | Tytuł angielski                                    | Tytuł polski (Comedy Central)            | Tytuł polski (Netflix)                          |
| ------- | ------- | -------------------------------------------------- | ---------------------------------------- | ----------------------------------------------- |
| 31      | 1       | Give Peace A Chance                                | Dajmy szansę pokojowi                    | Niech zapanuje pokój                            |
| 32      | 2       | The Shit Puppets                                   | Gówniane marionetki                      | Marionetki                                      |
| 33      | 3       | The Fuckin’ Way She Goes                           | Tak to kurna bywa                        | Tak, kurwaa, bywa                               |
| 34      | 4       | You Got To Blame The Thing Up Here                 | Pretensje możesz mieć do tego z góry     | Trzeba winić tego na górze                      |
| 35      | 5       | Jim Lahey Is A Fuckin’ Drunk And He Always Will Be | Jim Lahey to chlor i nic tego nie zmieni | Jim Lahey to pieprzony pijak i tak już zostanie |
| 36      | 6       | Don’t Cross The Shitline                           | Nie wdeptuj w cudze gówno                | Nie mieszaj w moim gównie                       |
| 37      | 7       | The Winds Of Shit                                  | Gównowiatry                              | Gówniane wiatry                                 |
| 38      | 8       | Dressed All Over & Zesty Mordant                   | W zajebiście ostrym sosie                | Dressed All Over i Zesty Mordant                |
| 39      | 9       | I Am The Liquor                                    | Ja jestem wódką                          | Ja jestem gorzałą                               |
| 40      | 10      | The Shit Blizzard                                  | Nawałnica gówna                          | Gówniana burza                                  |

### Seria szósta (2006)
| Odcinki | Odcinki | Tytuł angielski                        | Tytuł polski (Comedy Central)       | Tytuł polski (Netflix)               |
| ------- | ------- | -------------------------------------- | ----------------------------------- | ------------------------------------ |
| 41      | 1       | Way of the Road                        | W trasie                            | Tak się robi w trasie                |
| 42      | 2       | The Cheeseburger Picnic                | Czisburgerowy piknik                | Piknik burgerowy                     |
| 43      | 3       | High Definition Piss Jugs              | Najnowsza generacja bidonów na siki | Sikobidony                           |
| 44      | 4       | Where in the Fuck is Oscar Goldman?    | Gdzie jest kurde Oskar Goldman      | Gdzie jest, kurwa, Oscar Goldman?    |
| 45      | 5       | Halloween 1977                         | Halloween 1977                      | Halloween 1977                       |
| 46      | 6       | Gimme My Fuckin’ Money or Randy’s Dead | Wyskakuj z kasy albo Randy zginie   | Dawaj, kurwa, kasę albo Randy zginie |

### Seria siódma (2007)
| Odcinki | Odcinki | Tytuł angielski                                                   | Tytuł polski (Comedy Central)             | Tytuł polski (Netflix)                                            |
| ------- | ------- | ----------------------------------------------------------------- | ----------------------------------------- | ----------------------------------------------------------------- |
| 47      | 1       | I fuckin’ miss Cory and Trevor                                    | Cholernie tęsknię za Corym i Trevorem     | Tęsknię, kurwa, za Corym i Trevorem                               |
| 48      | 2       | I Banged Lucy and Knocked Her Up... No Big Deal                   | Zrobiłem Lucy bachora...wielkie mi halo.  | Puknąłem Lucy i machnąłem jej bachora                             |
| 49      | 3       | Three Good Men are Dead                                           | Trzech porządnych gości nie żyje          | Trzy osoby nie żyją                                               |
| 50      | 4       | Friends of the Road                                               | Towarzysze drogi                          | Towarzyszki drogi                                                 |
| 51      | 5       | The Mustard Tiger                                                 | Musztardowy Tygrys                        | Musztardowy tygrys                                                |
| 52      | 6       | We Can’t Call People Without Wings Angels So We Call Them Friends | Anioły bez skrzydeł nazywamy przyjaciółmi | Przez brak skrzydeł nie zwiemy ludzi aniołami, tylko przyjaciółmi |
| 53      | 7       | Jump The Cheeseburger                                             | Skok przez czisburgera                    | Przeskakiwanie cheeseburgera                                      |
| 54      | 8       | Let The Liquor Do The Thinking                                    | Wódka nas poprowadzi                      | Pozwolę gorzałce za mnie pomyśleć                                 |
| 55      | 9       | Going Off The Rails On The Swayze Train                           | Szalona jazda ekspresem Swayze            | Wykolejeńcy ze Swayzie Express                                    |
| 56      | 10      | A Shitriver Runs Through It                                       | Środkiem zasranej rzeki                   | Rzeka gówna                                                       |

### Odcinek specjalny (2008)
| Odcinki | Odcinki | Tytuł angielski               |
| ------- | ------- | ----------------------------- |
| 57      | 1       | Say Goodnight to the Bad Guys |

### Seria ósma (2014)
| Odcinki | Odcinki | Tytuł angielski                                     | Tytuł polski (Netflix)             |
| ------- | ------- | --------------------------------------------------- | ---------------------------------- |
| 58      | 1       | Money Can Suck My Cock                              | Pieniądze mogą mi possać           |
| 59      | 2       | The Fuckin’ V-Team                                  | Pierdolona drużyna V               |
| 60      | 3       | The Dirty Dancer                                    | Tancerka                           |
| 61      | 4       | Orangie’s Pretty Fuckin’ Tough                      | Orangie to twarda sztuka           |
| 62      | 5       | Whore-A-Geddon                                      | Kurwogeddon                        |
| 63      | 6       | Friends with the Benedicts                          | Przyjaciele Benedicta              |
| 64      | 7       | Community Service and a Boner Made with Love        | Prace społeczne i wzwód z miłości  |
| 65      | 8       | The Super-Duper-Industrial-Bubbles-Honey-Oil-Inator | Przemysłowe przetwórstwo Bubblesa  |
| 66      | 9       | Righties Loosies, Lefties Tighties                  | Odkręć w prawo, zakręć w lewo      |
| 67      | 10      | Crawling Through the Shitpipe                       | Właź do rury i zacznij się czołgać |

### Seria dziewiąta (2015)
| Odcinki | Odcinki | Tytuł angielski                       | Tytuł polski (Netflix)             |
| ------- | ------- | ------------------------------------- | ---------------------------------- |
| 68      | 1       | Why in the Fuck Is My Trailer Pink?   | To jest, kurwa, różowe             |
| 69      | 2       | A Stable Fucking Environment          | Odpowiednie miejsce                |
| 70      | 3       | Anointed in Liquor                    | Namaszczony gorzałą                |
| 71      | 4       | George Green: Industrial Cock Inhaler | George „Wąchacz Chuja” Green       |
| 72      | 5       | The Motel Can’t Live at the Motel     | Motel nie może mieszkać w motelu   |
| 73      | 6       | Sweet Liquory Load                    | Słodki alkoholowy ładunek          |
| 74      | 7       | Piss                                  | Szczyny                            |
| 75      | 8       | A Dancer for Money                    | Szeregowy Dancer                   |
| 76      | 9       | Sam-Squamptches and Heli-Cocksuckers  | Sam-Squamptche i heli-kurwa-kopter |
| 77      | 10      | The Liquor Snurf                      | Smerf Bimbrownik                   |

### Seria dziesiąta (2016)
| Odcinki | Odcinki | Tytuł angielski                                            | Tytuł polski (Netflix)                    |
| ------- | ------- | ---------------------------------------------------------- | ----------------------------------------- |
| 78      | 1       | Freedom 45?                                                | Freedom 45?                               |
| 79      | 2       | You Want the Lot Fees, Suck Them Out of the Tip of My Cock | Wyssij sobie czynsz z czubka mojego fiuta |
| 80      | 3       | A Three Tiered Shit Dyke                                   | Trzy zasrane lesby                        |
| 81      | 4       | Shit Covered Cave Teeth                                    | Obsrany ząb Sama                          |
| 82      | 5       | If You Don’t Believe It, It’s Not Real                     | Jak w coś nie wierzysz, to tego nie ma    |
| 83      | 6       | All the Fuckin Dope You Can Smoke                          | Tyle trawy, ile dusza zapragnie           |
| 84      | 7       | Up in Smoke We Go                                          | Idziemy w palenie                         |
| 85      | 8       | The Super Bling Cowboy                                     | Błyszczący kowboj                         |
| 86      | 9       | Thugged Out Gangsta Shit                                   | Odjebałeś numer, ziom                     |
| 87      | 10      | Looks Like the Liquor Wins                                 | Wygląda na to, że gorzała wygrywa         |

### Seria jedenasta (2017)
| Odcinki | Odcinki | Tytuł angielski                                     | Tytuł polski (Netflix)                                |
| ------- | ------- | --------------------------------------------------- | ----------------------------------------------------- |
| 88      | 1       | The Jack Your Cock Furry Whore Slut                 | Waląca kurwa futrzana dziwka                          |
| 89      | 2       | The Walker Zombley                                  | Zombli                                                |
| 90      | 3       | My Fucking Balls, My Cock, My Hole or My Tits?      | Moje jaja, fiut, dziura czy cyce?                     |
| 91      | 4       | Darth Lahey                                         | Darth Lahey                                           |
| 92      | 5       | Flight of the Bumblecock                            | Zapylacz                                              |
| 93      | 6       | How Do You Keep Your Bag So Soft?                   | Sposób na gładkie jaja                                |
| 94      | 7       | I Look Like a FUCKING DICK!!                        | Wyglądam jak JEBANY CHUJ!!!                           |
| 95      | 8       | A Liquor Captain Never Abandons a Sinking Shit Ship | Alkoholowy kapitan nigdy nie opuszcza tonącego okrętu |
| 96      | 9       | Oh My Fuck Boys, We Killed Lahey & Randy            | Chłopaki, ja pierdolę, zabiliśmy Laheya i Randy’ego   |
| 97      | 10      | The All You Can Eat Shit Buffet                     | Gównobar bez limitu                                   |

### Seria dwunasta (2018)
| Odcinki | Odcinki | Tytuł angielski                           | Tytuł polski (Netflix)                  |
| ------- | ------- | ----------------------------------------- | --------------------------------------- |
| 98      | 1       | Chlamydia                                 | Chlamydia                               |
| 99      | 2       | Godspeed My Muscular Friend               | Powodzenia, umięśniony przyjacielu      |
| 100     | 3       | The Cunt Word                             | Pizda                                   |
| 101     | 4       | All The Shit I Need                       | Trochę potrzebnego gówna                |
| 102     | 5       | Happy Birthday Bubbles                    | Sto lat, Bubbles                        |
| 103     | 6       | Flow Me The Money                         | Rozkaż mi pieniądze                     |
| 104     | 7       | The Big Cock                              | Wielki Ptaszor                          |
| 105     | 8       | Will You For To Be Fucking Married To Me? | Wyjdziesz za mnie, do chuja?            |
| 106     | 9       | Angel Shit Sent Down From Jesus God       | Anielski gnój zesłany przez Pana Jezusa |
| 107     | 10      | Fuckin’ Fucked Out Of Our Fuckin’ Minds   | Jedźmy się najebać w trzy dupy          |

## Obsada
- Ricky: Robb Wells
- Julian: John Paul Tremblay
- Bubbles: Mike Smith
- Jim Lahey: John Dunsworth
- Randy: Patrick Roach
- J-Roc: Jonathan Torrens
- Tyrone: Tyrone Parsons
- Cory: Cory Bowles
- Trevor: Michael Jackson
- Sarah: Sarah E. Dunsworth
- Lucy: Lucy DeCoutere
- Trinity: Jeanna Harrison
- Jacob: Jacob Rolfe
- Ray: Barrie Dunn
- Cyrus: Bernard Robichaud
- Sam Losco: Sam Tarasco
- Barbara Lahey: Shelley Thompson
- Treena Lahey: Elliot Page
- George Green: George Green
- Ted Johnson: Jim Swansburg
- Phil Collins: Richard Collins